# Languedoc-Roussillon (regio)
Languedoc-Roussillon (Occitaans: Lengadòc Rosselhon; Catalaans: Llenguadoc-Rosselló) is een voormalige regio in het zuiden van Frankrijk. Languedoc-Roussillon bestaat uit de historische Franse provincies Languedoc en Roussillon. Daarbij horen ook de landstreken Rouergue en Albigeois, de Cevennen met het Nationaal Park Cevennen, de Causses, de Camargue, de Minervois en de Vallée du Rhône. In de regio is Frans de officiële taal. Op regionale basis worden verder ook Catalaans en Occitaans gesproken.

## Septimanië
De regionale overheid trachtte in 2004 de regionaam te veranderen in 'Septimanie' (Septimanië). Dat was de naam die het gebied had onder Visigotische heerschappij (418 - 721). Als eerste stap werd Septimanie op alle logo's als een soort ondertitel naast de officiële naam Languedoc-Roussillon gezet. Dit was bedoeld als een tijdelijke maatregel zodoende in alle rust en kalmte de officiële naamwijzigingsprocedure kon opgestart worden. Echter, als gevolg van enorme kritiek op de naam, die volgens velen nooit meer geweest is dan een prestigeproject van regiopresident Georges Frêche, werd in oktober 2005 alweer afscheid genomen van Septimanie; de naamwijzigingsprocedure werd opgeschort en Septimanie verdween uit het officiële logo.

## Occitanië
De regio maakt sinds de regionale herindeling van januari 2016 deel uit van de regio Languedoc-Roussillon-Midi-Pyrénées. Sedert 24 juni 2016 heet deze regio officieel Occitanië. Aan de verkiezing van deze naam ging een enquête vooraf, waarbij de bevolking eerst uit 8 mogelijke namen en later uit 6 haar favoriet kon kiezen. 

## Aangrenzende regio's
| Aangrenzende regio's | Aangrenzende regio's       | Aangrenzende regio's | Aangrenzende regio's | Aangrenzende regio's |
| -------------------- | -------------------------- | -------------------- | -------------------- | -------------------- |
|                      |                            | Auvergne             |                      | Rhône-Alpes          |
|                      |                            |                      |                      |                      |
| Midi-Pyrénées        | Provence-Alpes-Côte d'Azur |                      |                      |                      |
|                      |                            |                      |                      |                      |
|                      |                            | Catalonië (ES)       |                      |                      |